# Bandarban
Bāndarban är en ort i Bangladesh.   Den ligger i provinsen Chittagong, i den sydöstra delen av landet, 250 kilometer sydost om huvudstaden Dhaka. Bāndarban ligger 24 meter över havet och antalet invånare är 32 523.
Terrängen runt Bāndarban är platt åt nordost, men åt sydväst är den kuperad. Det finns inga andra samhällen i närheten.
I omgivningarna runt Bāndarban växer huvudsakligen savannskog. Runt Bāndarban är det ganska tätbefolkat, med 80 invånare per kvadratkilometer.